# Штефан Райнарц
Штефан Райнарц (нім. Stefan Reinartz, * 1 січня 1989, Енгескірхен, ФРН) — німецький футболіст, захисник «Баєра» (Леверкузен).

## Футбольна біографія
Штефан Райнарц народився в невеличкому 10-и тисячному містечку Енгельскірхен, що в Північній Рейн-Весфалії. Там вперше він і познайомився з футболом, там і провляв, з 1993 року, свої футбольні здібності в місцевій аматорській команді «Heiligenhauser SV». Але заради підвищення своєї футбольної майстерності він в 1998 році перебрався до найближчого великого міста - Бергиш-Гладбах (на березі Рейну - навпроти Келльну). Саме в місцевій команді «SV Bergisch Gladbach 09» його запримітили скаути футбольної школи Баєра. 

### Період в Леверкузені
А з 2000 року 11 річний юнак Штефан уже освоївся в футбольній академії «Баєра» (Леверкузен).

## Титули і досягнення
- Чемпіон Європи (U-19): 2008

## Статистика
| Клуб                | Сезон    | Ліга | Ліга | Кубок | Кубок | Кубок Ліги | Кубок Ліги | Єврокубки | Єврокубки | Разом | Разом |
| Клуб                | Сезон    | Ігри | Голи | Ігри  | Голи  | Ігри       | Голи       | Ігри      | Голи      | Ігри  | Голи  |
| ------------------- | -------- | ---- | ---- | ----- | ----- | ---------- | ---------- | --------- | --------- | ----- | ----- |
| «1 ФК Нюрнберг»     | 2008/09  | 18   | 0    | -     | -     | -          | -          | -         | -         | 18    | 0     |
| Разом               |          | 18   | 0    | 0     | 0     | —          | —          | —         | -         | 18    | 0     |
| «Баєр» (Леверкузен) | 2009/10  | 27   | 2    | 2     | 0     | -          | -          | -         | -         | 29    | 2     |
| «Баєр» (Леверкузен) | 20010/11 | 18   | 1    | 2     | 0     | -          | -          | 7         | 1         | 27    | 2     |
| Разом               |          | 45   | 3    | 4     | 0     | —          | —          | 7         | 1         | 201   | 63    |
| Всього за кар'єру   |          | 63   | 3    | 4     | 0     | —          | —          | 7         | 1         | 74    | 4     |